# 炎武連夢
炎武連夢（エンブレム）は、プロレスラーのタッグチーム。

## 歴史
- 2002年、大谷晋二郎と田中将斗が結成。

## タイトル歴
プロレスリングZERO1
- NWAインターコンチネンタルタッグ王座（第2代、第8代）

プロレス大賞
- 最優秀タッグチーム賞（2002年）[1]